# Malizia... un po'...
Malizia...un po'... è il decimo album in studio di Fred Bongusto, pubblicato nel 1974.

## Tracce
1. Tre settimane da raccontare
2. L'orizzonte mio
3. Medley (Vicent - Clair)
4. Ci vuole un treno
5. Malizia
6. Superstition
7. Ancora un po' (Con sentimento)
8. L'amore
9. D'improvviso (De repente)
10. Cabaret
11. Mio fratello Marco
12. Medley (Lollipop - Le foglie morte - Dedicata ad un angelo)